# Москаленко Сергій Миколайович
Сергі́й Микола́йович Москале́нко (нар. 13 квітня 1969 — пом. 1 лютого 2015) — солдат Збройних сил України, учасник російсько-української війни.

## Життєпис
Пройшов строкову службу у 1980-х, у радіотехнічних військах, на території РРФСР. Вельми любив малювати та майструвати, працював у взуттєвому кооперативі.
На фронт пішов добровольцем — оскільки мав проблеми із зором та не підлягав призову. Після підготовки у Центрі «Десна» вирушив на передову, стрілець 25-го окремого мотопіхотного батальйону «Київська Русь».
Загинув 1 лютого 2015 року під час евакуації поранених з району Нікішине - Рідкодуб (Шахтарський район) дорогою на Дебальцеве. Тоді ж поліг Аркадій Голуб[уточнити].
Розлучений, без батька лишилася донька.

## Нагороди та вшанування
- Указом Президента України № 722/2015 від 25 грудня 2015 року, «за особисту мужність і самовідданість, виявлені у захисті державного суверенітету та територіальної цілісності України, високий професіоналізм, вірність військовій присязі», нагороджений орденом «За мужність» III ступеня (посмертно)[1].
- Нагороджений медаллю «За жертовність і любов до України» (посмертно).
- 25 травня 2016 року в Броварах, на фасаді 2-ї школи, де навчалися бійці, відкрили меморіальну дошку Дмитру Янченку та Сергію Москаленку[2].
- Вшановується в меморіальному комплексі «Зала пам'яті», в щоденному ранковому церемоніалі 1 лютого[3][4].